# Festival Celtica
Le Festival Celtica, ou tout simplement la Celtica, est un festival de musiques celtiques qui se tient tous les ans en Vallée d'Aoste, principalement au Val Vény.
Il réunit des dizaines de groupes des pays et régions d'origine celtique au cours du premier weekend de juillet.

## Lieux
Celtica a lieu traditionnellement au bois du Peuterey, dans le val Vény, mais à partir de l'édition de 2010 des événements s'organisent également à Courmayeur, Bard (notamment au fort de Bard), Morgex, La Thuile, Aoste, Pré-Saint-Didier et Saint-Vincent dans le cadre du festival. Certaines éditions ont présenté des événements à Chamonix-Mont-Blanc, Saint-Nicolas, Saint-Pierre, Brusson, Châtillon, Rhêmes-Saint-Georges, La Salle e Sarre.

## Description
Celtica réunit chaque année des artistes de premier plan provenant des nations celtiques dans le but de célébrer et de diffuser la culture celtique, en particulier dans le domaine musical, comprenant des concerts, des exhibitions de danse et de théâtre, des expositions, des workshops et des animations pour les enfants et pour les adultes.

## Artistes
Des artistes de renommée ont participé à Celtica, entre autres :
- Anne-Gaëlle Cuif
- Bagad ar Meilhoù Glaz
- Bagad Cap Caval
- Bagad Roñsed-Mor
- Bodh'aktan
- Athy
- Gens d'Ys
- Innova Irish Dance Company
- Vincenzo Zitello